# علم الأنسجة

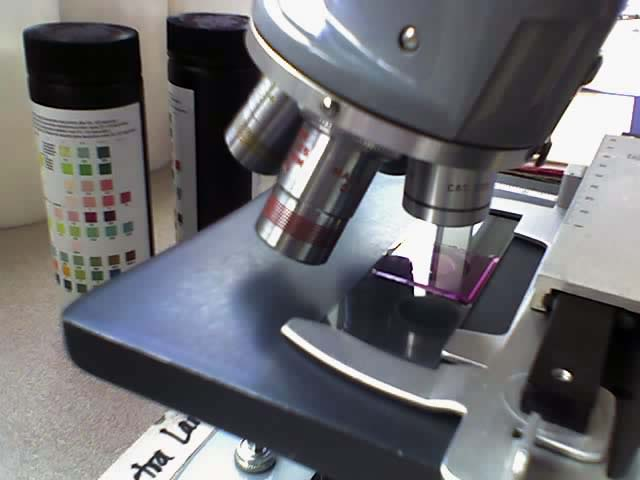
توضع عينة النسيج الملطخة، بين شريحة الميكروسكوب الزجاجية والغطاء الزجاجي، وتنصب على مسرح ضوء المجهر.

مصطلح علم الأنسجة أو هيستولوجى (مركب من الكلمات اليونانية (1) هيستو «نسيج» وλογία Logia تشريحلوجيا) وهو دراسة التشريح المجهري للخلايا وأنسجة النباتات والحيوانات. وهو يقوم على فحص شريحة رقيقة (قسم) من النسيج تحت ضوء المجهر أو على مجهر إلكتروني. استخدام البقع النسيجية يعزز في كثير من الأحيان القدرة على تصور أو تحديد تفاوت البنية المجهرية. علم الأنسجة هو أداة أساسية لعلم الأحياء والطب.
علم الأنسجة المرضية (التشريح المرضي للانسجة)، هو دراسة مجهرية للانسجة المريضة وأداة مهمة في علم الأمراض التشريحية، لأن التشخيص الدقيق للسرطان وأمراض أخرى عادة ما يتطلب فحص عينات الأنسجة. الأطباء المدربون، وفي بعض الأحيان مصادق عليهم من قبل المجلس الطبي كأطباء تشريح مرضي «اختصاصيي باثولوجيا»، هم الذين يقومون بالاختبارات التشريحية المرضية وتقديم المعلومات التشخيصية على أساس ملاحظاتها.
العلماء المدربين الذين يقومون باعداد المقاطع النسيجية وفنيي الأنسجة والفنيين (HT) وتقنيي الأنسجة (HTL) وعلماء الطب وفنيي المختبرات الطبية وعلماء الطب الحيوي. ومجال دراستها يسمى تقنية الأنسجة.

## أنواع الأنسجة

### الأنسجة الطلائية
الأنسجة الطلائية (بالإنجليزية: epithelial tissue) وهي الأنسجة التي تغطي السطح الخارجي للجسم كما تغطي الأعضاء الداخلية والشرايين والأوردة الدموية، ولذلك يطلق عليها (بالغطائية). ومن المعروف ان الأنسجة الطلائية مستقطبة، وبدراسة الغشاء السيتوبلازمي لخلايا الطلائية نجده ينقسم إلى جزئين:
- 1)مجال نهائي أو فوقي (apical): وهو الجزء الأكثر خصوصية (specialisé) لانه يحتوي على غالبية البروتينات الضرورية لأداء الوظائف النوعية للاعضاء (مثل الهضم، امتصاص المواد القيتية الضرورية للنمو....).
- 2) مجال سفلي- جانبي: يحتوي على البروتينات التي تتدخل في السيرورة الأساسية للخلايا (وقد تكون مستقطبة أو لا (polarisées ou non))
- مميزات الأنسجة الطلائية:
- خلاياها متراصة ولا يوجد بينها مسافات.
- لا تحتوي على مادة خلالية.
- خلاياها ترتكز على غشاء قاعدي.
- لا تحتوي على أوعية دموية ويتم تغديتها عن طريق عملية (الإنتشار).
- لها القدرة على التجديد والتعويض.

تقسم الأنسجة الطلائية اعتماداً عدد طبقات الخلايا المكونة لهذا النسيج إلى:
- أولاً/ نسيج طلائي بسيط: وهو الذي يتكون من طبقة واحدة من الخلايا المتراصة، وهذا النوع يتواجد - عادة -في المناطق التي تقوم بوظيفة الأمتصاص أو الأفراز. ويقسم هذا النوع إلى أربعة أنواع من الأنسجة أعتماداً على شكل الخلايا المكونة له إلى:
- النسيج الطلائي بسيط حرشفي: (تبطن تجاويف الجسم والقلب والاوعية الدموية)
- النسيج الطلائي بسيط مكعبي: (الغدد الصماء والغدد القنوية)
- نسيج طلائي بسيط عمودي: (تبطن المعدة والأمعاء وقنوات الحالب....)
- نسيج طلائي بسيط عمودي مهذب:(تجويف الأنف، قناة ڨفالوب، بطانة المرئ...)
- واخر نسيج طلائي بسيط طبقي كاذب وسمي بطبقي لأن خلاياه غير متساوية الأطوال وتوجد له عده أنوية في عده مستويات، وكاذب بسبب انه يبدو يبدو وكأنه مكون من عده طبقات ولكن جميع خلاياه ترتكز على نفس الغشاء القاعدي الواحد.
- نسيج طلائي طبقي مهدب كاذب (موهمة)
- ثانياً/ النسيج الطلائي المطبق (طبقي) : وهو الذي يتألف من عدة طبقات من الخلايا وهذا النوع من الأنسجة الطلائية توجد - عادة- في الأعضاء التي لها وظيفة دفاعية أو حماية، وتقسم الأنسجة الطلائية المطبقة على أساس شكل الخلايا المكونة له إلى أربعة أقسام:
- نسيج طلائي مطبق حرشفي: (بشرة الجلد، الأماكن التي يحدث فيها إحتكاك).
- نسيج طلائي مطبق مكعبي: (في الغدد القنوية، في الغدد الدمعية)
- نسيج طلائي مطبق عمودي: (مبطن للمعدة والمرئ..)
- نسيج طلائي مطبق متحول (إنتقالي): (في المثانة البولية، الحالبين)

### النسيج الضام
وهي نوع من الأنسجة التي تقوم بربط الأنسجة الطلائية بالأنسجة المختلفة مثل النسيج العضلي والنسيج العصبي.
وتتصنف إلى نسيج ضام أصيل ونسيج ضام هيكلي:
- النسيج الضام الأصيل: فهو يتكون من ستة انسجة أخرى وهي (الفجوي، الليفي، المرن، الشبكي، الدهني، المخاطي)
- النسيج الضام الهيكلي: فهو ينقسم إلى قسمين (عظم وغضروف)

- وينقسم العظم إلى (كثيف واسفنجي) ويغلف بغشاء ليفي
- واما الغضروف إلى (غضروف شفاف ومرن وليفي) يغلف بـ السمحاق

### الأنسجة العضلية
تعد الأنسجة العضلية الأكثر انتشارا في الجسم حيث تمثل 40% من وزنه ويقدر عدد العضلات في الجسم حوالي 600 عضله تؤدي وظيفة الحركة في الجسم وتتكون الأنسجة العضلية من خلايا عضلية تحتوي على ألياف لها القدرة على الانقباض والانبساط ولذا تكثر فيها الميتوكندريا وينشر في النسيج العضلي أوعية دموية وأعصاب تنقل إليه الغذاء وتنظم عمله.
تقسم الأنسجة العضلية في الإنسان إلى ثلاثة أقسام:
1- العضلات الهيكلية أو (المخططة).
2- العضلات الملساء.
3- العضلات القلبية.

### الأنسجة العصبية
تدخل الأنسجة العصبية في تركيب الجهاز العصبي في الكائنات المتقدمة والمتمثلة بالحيوانات..

## علم الأنسجة

### محاليل التثبيت

#### التثبيت الكيميائي باستخدام الفورمالين أو المواد الأخرى
تستخدم المثبتات الكيميائية للحفاظ على النسيج من التدهور، وللحفاظ على هيكل الخلية والمكونات الخلوية الفرعية، مثل عضيات الخلية (على سبيل المثال النواة، والنسيج الشبكي الباطن والمصورات الحيوية)، المثبت الأكثر شيوعا في استعمالات المجهر الضوئي هو 10٪ فورملين فاصل محايد (4٪ فورمالين في ملح فوسفات فاصل). وبالنسبة للمجهر الإلكتروني، المثبت المستخدم الأكثر شيوعا هو مثبت حامض الجلوتاريك، وعادة كنسبة مئوية حل 2.5 من الفوسفات المالحة. تحافظ هذه المثبتات على الأنسجة أو الخلايا أساسا عبر ربط بروتينات الارتباط الذي لا رجعة فيه. العمل الرئيسي لمثبتات ألديهيد هذه هو عبر ربط المجموعات الأمينية في البروتينات من خلال تشكيل ربط CH2 (الميثيلين)، في حالة الفورمالدهايد، أو عن طريق C5H10 عبر وصلات في حالة حامض الجلوتاريك. وبينما تحافظ هذه العملية على سلامة هيكلية الخلايا والأنسجة، يمكن أيضا أن تلحق الضرر بوظيفة البروتينات البيولوجية، وخاصة الانزيمات كما يمكن أيضا أن تفسدها إلى حد ما. يمكن أن يكون ذلك على حساب تقنيات نسيجية معينة. وكثيرا ما تستخدم مثبتات أخرى في المجهر الإلكتروني، مثل رابع أكسيد الأوسيميوم أو خلات اليورانيل.

#### محاليل تثبيت قسم التجميد
قسم التجميد هو وسيلة سريعة لإصلاح وتحميل مقاطع الأنسجة. ويستخدم في العمليات الجراحية لإزالة الأورام، وللسماح بالتقرير السريع لهامش (أن الورم قد تمت ازالته بشكل كامل). ويتم ذلك باستخدام جهاز تبريد يسمى ثرموستات درجات الحرارة الخفيضة. يتم تقطيع الأنسجة المتجمدة إلى شرائح باستخدام مبضع الفحص المجهري ومن ثم توضع الشرائح على شريحة من الزجاج الملون وتلطخ عليها بنفس الطريقة أو بوسائل أخرى. من الضروري تثبيت الأنسجة لبقع معينة، مثل الأجسام المضادة التي ترتبط بتلطيخ التألق المناعي.
كما يمكن استخدامها لتحديد ما إذا كان الورم خبيثا أم لا عند العثور عليه صدفة أثناء إجراء عملية جراحية لمريض.

### التجهيز والتجفيف والتنظيف والترشيح
الهدف من معالجة الأنسجة هو إزالة المياه منها واستبدالها بوسط يسمح بتصلبها والقطع منها مقاطع رقيقة. ويجب دعم الأنسجة البيولوجية في مصفوفة ثابتة تسمح بتقطيعها إلى أقسام رقيقة بما يكفي، سمكها عادة 5 ميكرومتر (ميكرومتر؛ 1000 ميكرومتر == 1 مم) للمجهر الضوئي وسمك، 80-100 نانومتر (نانومتر؛ 1,000,000 نانومتر == 1 مم) للمجهر الإلكتروني. وبالنسبة للمجهر الخفيف يجب استخدام شمع البارافين بين الحين والاخر. وبما أنه غير قابل للامتزاج مع الماء، يجب أولا ازالة محتوى الماء الرئيسي من النسيج البيولوجي، عن طريق التجفيف. وتنقل العينات من خلال حمامات الايثانول بتقدم تدريجي أكثر تركيزا لإزالة المياه. يتبع هذا تنظيف بواسطة عامل تنظيف هيدروفوبي مثل الزيلين) لإزالة الكحول، وأخيرا مصهور شمع البارافين، عامل الترشيح، الذي يحل محل الزيلين.
لا يوفر شمع البارافين مصفوفة قاسية بما فيه الكفاية لتقطيع أقسام رقيقة من المجهر الإلكتروني. وتستخدم الراتنجات بدلا عن ذلك. وراتنجات الايبوكسي هي الأكثر استخداما كوسط تضمين وأيضا تستخدم راتنجات الأكريليك، وخاصة في حالة الكيمياء الهستولوجية المناعية. تقص أقسام أثخن (0.35μm ل5μm) من النسيج المعالج بالراتنج للمجهر الضوئي. مرة أخرى، قابلية عدم امتزاج راتنجات الايبوكسي ومعظم الاكريليك مع المياه تتطلب التجفيف، وعادة باستخدام الايثانول.

### التضمين
بعد أن يتم تجفيف الأنسجة وتمسح وترشح بمادة تضمين تكون الأنسجة جاهزة للتضمين الخارجي. وخلال هذه العملية توضع عينات الأنسجة في قوالب مع مواد التضمين السائلة (مثل المادة المثخنة أو الجيلاتين أو الشمع) الذي يكون قد تصلب في ذلك الحين. ويتحقق ذلك عن طريق التبريد في حالة شمع البارافين والتدفئة (المعالجة) في حالة راتنجات الايبوكسي. تتبلمر راتنجات الأكريليك بالحرارة والضوء فوق البنفسجي أو بالمحفزات الكيميائية. وبعد ذلك تكون الكتل المصلبة التي تحتوي على عينات الأنسجة جاهزة للتقطيع.
ولأن البرافين الثابت مع الفورمالين يتضمن الأنسجة (FFPE) فيمكن تخزينها في درجة حرارة الغرفة إلى أجل غير مسمى، ويمكن أيضا استرجاع الأحماض النووية (كلا من الدنا والرنا على حد سواء) بعد التثبيت، فذلك يجعل من الأنسجة FFPE موردا هاما للدراسات التاريخية في مجال الطب.
ويمكن أيضا أن يتم التضمين باستخدام الأنسجة المجمدة الغير ثابتة في وسط يقوم على المياه. توضع الأنسجة قبل تجميدها في قوالب مع مواد التضمين السائلة، وعادة ما تكون الغليكول القائم على المياه، OCT ،TBS والكريوجيل أو الراتنج، الذي يتم بعد ذلك تجميده لتشكيل الكتل المصلبة.

### التقسيم
يمكن أن يتم التقسيم بطرق محدودة. التقسيم العمودي، بالقطع العمودي على سطح النسيج، وذلك هو الأسلوب المعتاد. وفي كثير من الأحيان يتم التقسيم أفقيا باجتزاء تقييم بصيلات الشعر والوحدات الشعرية الدهنية المتوسعة. التقسيم التماسي الي الافقي يتم القيام به في عملية Mohs الجراحية وفي أساليب CCPDMA.
بالنسبة للمجهر الخفيف، يوضع سكين فولاذي في مبضع الفحص المجهري الذي يستخدم لقطع شرائح من الأنسجة سمكها 10 - ميكرومتر والتي توضع علي شريحة الميكروسكوب الزجاجية. لاستعمال مجهر الإرسال الإلكتروني، توضع سكين من الماس في جهاز قطع الشرائح الرقيقة جدا من النسيج تستخدم لقطع شريحة من النسيج سمكها 50 - نانومتر والتي تقام على شبكة نحاسية قطرها 3 - ملم. ومن ثم تعالج الأقسام بالبقع المناسبة.
تقطع الأنسجة المجمدة المضمنة في وسيلة تجميد على مبضع الفحص المجهري في جهاز تبريد يسمى ثرموستات درجات الحرارة المتدنية.

### الانصباغ (التلطيخ)
النسيج الحيوي له مقارنة متأصلة صغيرة سواء في الضوء أو المجهر الاليكتروني. يستخدم الانصباغ ليعطي كلا من تباين الأنسجة وكذلك تسليط الضوء على مظاهر اهتمام معين، حيث أن الآلية الكيميائية الكامنة في مفهوم الانصباغ مفهومة، والمستخدم هو مصطلح الكيمياء النسجية. صبغة خشب البقم والايوزين {لطخة H&E}، وهي أكثر البقع استخداما في ضوء المجهر في الأنسجة والتشريح. وصبغة خشب البقم، صبغة أساسية، تلطخ بالأزرق بسبب تقارب الأحماض النووية في نواة الخلية؛ اليوزين (مادة صابغة)، وهي الصبغة الحمضية للطخ السيتوبلاسم ببقع وردية. تستخدم عادة يورانيل حامض الخليك وسترات الرصاص لنقل الأنسجة المتباينة في المجهر الإلكتروني.
التلطيخ الخاص: هناك مئات التقنيات المختلفة التي تستخدم لتلطيخ الخلايا الانتقائي والمكونات الخلوية. تشمل المركبات الأخرى المستخدمة أقسام السفرانين والنفط الأحمر وأحمر الكونغو، وسريع الاخضرار FCF وأملاح الفضة، والعديد من الأصباغ الطبيعية والاصطناعية التي عادة ومصدرها تطوير الأصباغ من صناعة الغزل والنسيج.
تشير كيمياء أنسجة الأنسجة إلى علم استخدام التفاعلات الكيميائية بين المواد الكيميائية للمختبرات والمكونات داخل الأنسجة. والتقنية النسيجية الشائعة الاستخدام تاريخيا هي رد فعل الأزرق البروسي بيرلز، وتستخدم لتوضيح ترسبات الحديد في أمراض مثل الصباغ الدموي (هيموكروماتوزيز).
وغالبا ما تمت دراسة عينات الأنسجة بواسطة التقنيات المشعة. في الأنسجة الشعاعية تلطخ الشريحة أحيانا كيميائيا بالاشعة السينية. يستخدم تصوير الإشعاع الذاتي بصورة عامة لتصور المواقع التي نقلت إليها المواد المشعة داخل الجسم، مثل الخلايا في الطور S (تمر بتكرار الحمض النووي)، التي تشتمل على المعالجة بالتلرتيوم ثيميدين، أو المواقع التي أشرت عليها روابط موجات راديو الحمض النووي في الانغال (التهجين) لتصوير الإشعاعي الذاتي على المستوى المجهري، تغمس الشريحة عادة في سائل جر محوري نووي قابل للاستحلاب، والذي يجف ليشكل عصير سائل. تصور الحبوب الفردية الفضية باستخدام مجهر الحقلي المجهري المظلم
وفي الآونة الأخيرة استخدمت الأجسام المضادة، على وجه التحديد، لتصور البروتينات والكربوهيدرات والدهون. وتسمى هذه العملية المناعة النسيجية الكيميائية، أو عندما تكون اللطخة هي جزيء فلوري، الفلور المناعي. وزادت هذه التقنية كثيرًا القدرة على تحديد فئات الخلايا تحت المجهر. التقنيات المتقدمة الأخرى مثل اللاإشعاعية النشاط في موضع التهجين، من الممكن أن تجمع مع كيمياء المناعة لتحديد الحمض النووي أو جزيئات الرنا الحمض النووي بمسبارات متألقة أو علامات يمكن استخدامها للمناعة الفلورية وإنزيم المرتبط مضخم الفلورسينت، (خاصة الفوسفاتيز القلوية وتضخيم إشارة التيراميايد). مجهر الاسفار (الفلورسينت) والبؤر المجهري يستخدمان للكشف عن إشارات الفلورسينت مع تفاصيل بين الخلايا جيدة. وتستخدم الكاميرا الرقمية بشكل متزايد لالتقاط الصور التشريحية المرضية والنسيجية

## البقع المختبرية الشائعة
| اللطخ                              | الاستخدام الشائع                                     | رأس المذنب                    | السيتوبلازمي     | خلايا الدم الحمراء (RBC) | ألياف الكولاجين | اللطخات بشكل محدد |
| ---------------------------------- | ---------------------------------------------------- | ----------------------------- | ---------------- | ------------------------ | --------------- | --- |
| الهيماتوكسلين                      | التلطيخ العام عندما يقترن بالايوزين (صبغ أحمر)       | الأزرق                        | لا ينطبق         | لا ينطبق                 | لا ينطبق        | أحماض نووية الأزرق ER (شبكة الهيولي الداخلية) |
| الخلية الايوزنية (المستحمضة)       | التلطيخ العام عندما يقترن بالهيماتوكسلين (مثال، H&E) | لا ينطبق                      | الوردى           | برتقالي / أحمر           | الوردى          | الألياف المرنة - وردية ألياف الكولاجين - وردية الألياف الشبكية- وردية |
| التولودين الأزرق                   | التلطيخ العام                                        | الأزرق                        | الأزرق           | الأزرق                   | الأزرق          | حبيبات الخلايا الخلايا الحلمية- أرجواني |
| لطخة ماسون ثلاثية الألوان          | النسيج الضام                                         | الأسود                        | الأحمر / الوردي  | الأحمر                   | الأزرق / الأخضر | الغضروفي عضلة خضراء/زرقاء |
| لطخة مالوري ثلاثية الألوان.        | النسيج الضام                                         | الأحمر                        | الأحمر الشاحب    | البرتقالي                | الأزرق العميق   | انزيم الكيراتيني - برتقالي غضروفي مصفوفة العظم الأزرق مصفوفة ألياف العضلات الزرقاء العميقة _ أحمر                                                                                    |
| لطخة فايغرت اللدنة.                | ألياف المطاط                                         | أزرق / أسود                   | لا ينطبق         | لا ينطبق                 | لا ينطبق        | الالياف اللدنة أزرق/أسود |
| لطخة هايدنهاين أذان الثلاثية.      | تمييز الخلايا من مكونات خارج الخلية                  | الأحمر / الأرجواني            | الوردى           | الأحمر                   | الأزرق          | ألياف العضلات - غضروف أحمر مصفوفة العظم الأزرق أزرق |
| لطخة الفضة.                        | الالياف الشبكية، والألياف العصبية، والفطريات         | لا ينطبق                      | لا ينطبق         | لا ينطبق                 | لا ينطبق        | الالياف شبكية- الاعصاب البنية/السوداء |
| لطخة رايت                          | خلايا الدم                                           | المزرق / الأرجواني            | المزرق / الرمادي | الأحمر / الوردي          | لا ينطبق        | حبيبات العدلات - الكريات الحمضية البنفسجية/الارجوانية الحبيبات - لامعة الف الاصباغالقاعدية الأحمر/البرتقالي الحبيبيات - عميق الصفيحات الارجوانية/البنفسجي الحبيبيات - أحمر/ أرجواني. |
| لطخة الاصبعية المجتمعة (نبات علف). | الالياف اللدنة                                       | أزرق عميق [أو الأحمر المجنون] | لا ينطبق         | الأحمر المشرق            | الوردى          | الالياف اللدنة-غامق خلايا السارية السمراء حبيبات - الارجواني الناعم العضلات- أزرق خفيف                                                                                               |
| لطخة حمض اللجام الدوري (PAS)       | الغشاء الاسفل، الذي يضفي الطابع المحلي للكربوهيدرات  | الأزرق                        | لا ينطبق         | لا ينطبق                 | الوردى          | الجليكوجين والكربوهيدرات الاخري- أحمر مزرق |

مصادر الجدول من {3}
طريقة نسل وطريقة جولجي مفيدتان في التعرف على الخلايا العصبية.

### التقنيات البديلة
تشمل التقنيات البديلة مضبط الحرارة الخفيضة. يتم تجميد الأنسجة باستخدام ثرموستات درجات الحرارة المتدنية والقطع. طريقة تلطيخ الأنسجة تلطيخ مشابهة لتلك المقاطع من الشمع. يشيع استخدام أساليب التضمين البلاستيكية في إعداد المواد اللازمة للمجهر الإلكتروني. يتم تضمين الأنسجة في راتنج الايبوكسي، تقطع الاجزاء الرقيقة حدا (أقل من 0.1 ميكرومتر) باستخدام الماس أو سكاكين الزجاج. وتلطخ المقاطع بلطخات الكترون كثيفة (اليورانيوم والرصاص) بحيث يمكن رؤيتها بالمجهر الإلكتروني.

## التاريخ
في القرن التاسع عشر كان علم الأنسجة فرع أكاديمي في حد ذاته. منحت جائزة نوبل في الطب سنة 1906 إلى عالمي الأنسجة، كاميلو جولجي وسانتياغو رامون واي كاجال. كان لديهم تفسيرات تبارز التركيب العصبي للدماغ مبنية على مختلف التفسيرات لنفس الصور. فاز كاجال بالجائزة عن نظريته الصحيحة وجولجي لتقنية التلطيخ التي اخترعها لجعله ممكنا.

## التصنيف النسيجي للانسجة الحيوانية
هناك أربعة أنواع أساسية من الأنسجة: الأنسجة العضلية والأنسجة العصبية، النسيج الضام، والأنسجة الطلائية. جميع أنواع الأنسجة هي أنواع فرعية من هذه الأنواع الأربعة الأساسية (على سبيل المثال، تصنف خلايا الدم كأنسجة ضامة، لأنها عموما تنشأ داخل نخاع العظام).
- الترميم أو التحول الظهاري: بطانة الغدد والأمعاء والجلد وبعض الأجهزة مثل الكبد والرئة والكلى
- البطانة: بطانة الدم والأوعية واللمفاوية
- الطبقة المتوسطة: بطانة الجنبوي والفراغات الشفافية.
- الحشو الأوسط: الخلايا التي تملأ الفراغات بين الأعضاء، بما في ذلك الدهون والعضلات والعظام والغضروف والخلايا المخروطية.
- الخلايا الدموية: خلايا الدم البيضاء والحمراء بما في ذلك تلك الموجودة في الغدد الليمفاوية والطحال.
- الخلايا العصبية: أي من الخلايا المنظمة للجهاز العصبي.
- الخلايا الجرثومية: الخلايا التناسلية (الحيوانات المنوية لدى الرجال وبويضات في النساء)
- المشيمة: خاصية عضو الثدييات الحقيقية أثناء الحمل وينضم الي الام والنسل، يقدم إفراز الغدد الصماء والتبادل الانتقائي للقابل للذوبان، ولكن ليس الجسيمات، والمواد التي تنتقل عن طريق الدم من خلال إضافة رحمية وتكوين الاوعية الارومية الاغتذائية والاجزاء الوعائية.
- الخلية الجذعية: الخلايا القادرة على التحول إلى واحدة أو عدة أنواع من الخلايا أعلاه.

نلاحظ أيضا أن أنسجة النباتات والفطريات والكائنات الحية الدقيقة يمكن أن تدرس تشريحيا. تختلف هياكلها جدا عن الأنسجة الحيوانية.

## العلوم ذات العلاقة
- علم الأمراض
- بيولوجيا الخلية هي دراسة الخلايا الحية وأحماضها النووية والرنا والبروتينات العابرة.
- علم التشريح هو دراسة الأعضاء المرئية بالعين المجردة.
- دراسات علم التشكل لكل الكائنات الحية.

## المصنوعات اليدوية
المصنوعات اليدوية هي هياكل أو مظاهر من الأنسجة التي تتداخل مع الفحص النسيجي العادي. وهي ليست موجودة دائما في الأنسجة بحيث يمكن أن تأتي من مصادر خارجية. تتداخل المصنوعات اليدوية مع الأنسجة عن طريق تغيير مظهر الأنسجة وتخبئة البنية. والتي يمكن تقسيمها إلى فئتين:

### ما قبل الأنسجة.
هذه هي الملامح والهياكل التي ادخلت قبل تجميع الأنسجة. تشمل الأمثلة الشائعة لهذه ما يلي:- الحبر من الوشم ومن النمش (الميلانين) في عينات الجلد.

### ما بعد علم الأنسجة
يمكن أن تنتج مصنوعات يدوية من معالجة الأنسجة. يؤدي التجهيز عادة إلى تغييرات مثل الانكماش، وتغيرات اللون في مختلف أنواع الأنسجة وإلى تعديلات في بنية النسيج. ولأن مثل هذا يحدث في مختبر، غالبية التحف الأنسجة يمكن تجنبها أو إزالتها بعد أن اكتشفافها. من الأمثلة الشائعة هو صباغ الزئبق المتروك بعد استخدام مثبت زنكر لإصلاح مقطع.

## الروابط الخارجية
- بروتوكولات علم الأنسجة
- شبكة الأنسجة
- اجتماع كبار المسؤولين الجامعيين في علم الأنسجة
- الأطلس البصري لعلم الأنسجة
- مسرد علم الأنسجة
- مجموعة علم الأنسجة لفيكتوريا المتحدة نسخة محفوظة 15 مارس 2019 على موقع واي باك مشين.
- علم التصوير الفوتوغرافي للأنسجة عن طريق المجهر
- صندوق الهبوط الافتراضي
- علم الأنسجة الزرقاء